# Biblioteca Nacional de Kuwait
La Biblioteca Nacional de Kuwait (en árabe: مكتبة الكويت الوطنية‎) es la biblioteca nacional y el depósito legal de propiedad intelectual de Kuwait. La biblioteca está localizada en la calle del Golfo Árabe en el bloque 15 de la ciudad de Kuwait. La colección de la biblioteca incluye libros y textos en árabe e idiomas extranjeros.

## Historia

### sigloXX
Fue fundada en 1923 por los esfuerzos de varios escritores kuwaitíes, y recibió su colección de la biblioteca de la Sociedad Benéfica Kuwaití, la cual fue fundada en 1913.
En 1994, el decreto Amiri 52/1994 ordenó la creación oficial de la Biblioteca Nacional de Kuwait, y confió en ella la responsabilidad de recolectar, organizar, preservar y documentar el patrimonio nacional y la producción intelectual y cultural de Kuwait.

### sigloXXI
En 2016, la biblioteca, junto con la Cooperación Española y la embajada de España en Kuwait, organizó el mes de cine español en la biblioteca.
En 2018, la biblioteca recibió una colección de 300 libros brasileños de la embajada de Brasil en Kuwait para marcar el 50 aniversario de relaciones entre ambos países.